# Danilo D'Ambrosio
Pour les articles homonymes, voir D'Ambrosio.
Danilo D'Ambrosio (né le 9 septembre 1988 à Naples en Campanie) est un footballeur international  italien, qui évolue au poste de défenseur à l'AC Monza.
Son frère jumeau, Dario, est également footballeur professionnel. Ils ont tous deux grandi à Caivano près de Naples.

## Biographie

### Début de carrière
Formé par la Salernitana, un des plus grands clubs de sa région natale, il se fait rapidement remarquer par de nombreux clubs (notamment par Chelsea), mais décide en 2005 de rejoindre la Fiorentina avec son frère.

### Carrière en club

#### Fiorentina (2007-2008)
Avec les Viola, il entre dans le groupe professionnel à partir de la saison de Série A 2007-08 mais ne dispute aucun match. Le 8 janvier 2008, il est vendu au club de Série C de Potenza, avec qui il joue le premier match de sa carrière le 20 janvier contre la Juve Stabia (2-1). Au total, il joue 10 matchs en 3e division avec Potenza SC.

#### Juve Stabia (2008-2010)
Le 11 juillet 2008, la Juve Stabia l'achète en copropriété. Il débute avec les vespe le 31 août lors d'une victoire 2-1 à l'extérieur sur Tarente et dispute toute la saison de Série C 2008-09 en tant que titulaire (il est racheté totalement à la fin de cette saison). Il dispute une autre demi-saison avec le club (finissant avec un total de 54 rencontres jouées pour 3 buts inscrits), avant de rejoindre en janvier 2010 le club piémontais du Torino Football Club, alors en Série B.

#### Torino (2010-2014)
À Turin, il s'impose rapidement comme un titulaire indiscutable. Sa polyvalence lui permettant de jouer à tous les postes de la défense. Il est un acteur majeur de la remontée en Série A. En première division, sa montée en puissance continu, à tel point qu'il tape dans l'œil de plusieurs cadors.

#### Inter Milan (depuis 2014)
Le 30 janvier  2014, il signe à l'Inter Milan pour 4 ans et demi.

### Sélection
En 2004, il débute en équipe nationale avec la sélection des -16 ans. Il dispute son premier match (et inscrit par la même occasion son premier but) le 24 avril 2004 contre la Lettonie (victoire 2-0).
La même année, il évolue avec l'équipe d'Italie des -17 ans, disputant sa première rencontre le 26 octobre contre le Portugal (victoire 2-0).
Il fait ses débuts avec l'équipe d'Italie espoirs le 11 août 2010 lors d'un match amical joué contre le Danemark à Viareggio (match nul 2-2). Le 3 septembre, D'Ambrosio dispute sa première rencontre officielle contre la Bosnie-Herzégovine espoirs (comptant pour les qualifications pour l'EURO espoirs 2011. Il a joué en tout 3 matchs avec les espoirs italiens.

## Statistiques
| Saison                | Club                  | Championnat           | Championnat | Championnat | Coupe(s) nationale(s) | Coupe(s) nationale(s) | Supercoupe | Supercoupe | Compétition(s) continentale(s) | Compétition(s) continentale(s) | Compétition(s) continentale(s) | Barrages | Barrages | Total | Total |
| Saison                | Club                  | Division              | M.          | B.          | M.                    | B.                    | M.         | B.         | Comp.                          | M.                             | B.                             | M.       | B.       | M.    | B.    |
| 2007-2008             | Potenza Calcio        | Serie C               | 7           | 0           | -                     | -                     | -          | -          | -                              | -                              | -                              | -        | -        | 7     | 0     |
| Sous-total            | Sous-total            | Sous-total            | 7           | 0           | -                     | -                     | -          | -          | -                              | -                              | -                              | -        | -        | 7     | 0     |
| 2008-2009             | Juve Stabia           | Serie C               | 29          | 0           | -                     | -                     | -          | -          | -                              | -                              | -                              | -        | -        | 29    | 0     |
| Sous-total            | Sous-total            | Sous-total            | 29          | 0           | -                     | -                     | -          | -          | -                              | -                              | -                              | -        | -        | 29    | 0     |
| 2009-2010             | Torino FC             | Serie B               | 19          | 1           | -                     | -                     | -          | -          | -                              | -                              | -                              | 3        | 0        | 22    | 1     |
| 2010-2011             | Torino FC             | Serie B               | 30          | 2           | 1                     | 0                     | -          | -          | -                              | -                              | -                              | -        | -        | 31    | 2     |
| 2011-2012             | Torino FC             | Serie B               | 26          | 3           | 1                     | 0                     | -          | -          | -                              | -                              | -                              | -        | -        | 27    | 3     |
| 2012-2013             | Torino FC             | Serie A               | 28          | 2           | -                     | -                     | -          | -          | -                              | -                              | -                              | -        | -        | 28    | 2     |
| 2013-2014             | Torino FC             | Serie A               | 14          | 2           | 1                     | 0                     | -          | -          | -                              | -                              | -                              | -        | -        | 15    | 2     |
| Sous-total            | Sous-total            | Sous-total            | 117         | 10          | 3                     | 0                     | -          | -          | -                              | -                              | -                              | 3        | 0        | 123   | 10    |
| 2013-2014             | Inter Milan           | Serie A               | 11          | 0           | 1                     | 0                     | -          | -          | -                              | -                              | -                              | -        | -        | 12    | 0     |
| 2014-2015             | Inter Milan           | Serie A               | 23          | 0           | 1                     | 0                     | -          | -          | C3                             | 8                              | 0                              | -        | -        | 32    | 0     |
| 2015-2016             | Inter Milan           | Serie A               | 20          | 2           | 3                     | 0                     | -          | -          | C3                             | -                              | -                              | -        | -        | 23    | 2     |
| 2016-2017             | Inter Milan           | Serie A               | 32          | 3           | 2                     | 0                     | -          | -          | C3                             | 5                              | 0                              | -        | -        | 39    | 3     |
| 2017-2018             | Inter Milan           | Serie A               | 34          | 2           | -                     | -                     | -          | -          | -                              | -                              | -                              | -        | -        | 34    | 2     |
| 2018-2019             | Inter Milan           | Serie A               | 30          | 2           | 1                     | 0                     | -          | -          | C1+C3                          | 3+3                            | 0                              | -        | -        | 37    | 2     |
| 2019-2020             | Inter Milan           | Serie A               | 22          | 4           | 1                     | 0                     | -          | -          | C1+C3                          | 3+6                            | 0+1                            | -        | -        | 32    | 5     |
| 2020-2021             | Inter Milan           | Serie A               | 19          | 3           | 0                     | 0                     | -          | -          | C1                             | 5                              | 0                              | -        | -        | 24    | 3     |
| 2021-2022             | Inter Milan           | Serie A               | 20          | 1           | 4                     | 0                     | -          | -          | C1                             | 3                              | 0                              | -        | -        | 27    | 1     |
| 2022-2023             | Inter Milan           | Serie A               | 15          | 0           | 3                     | 0                     | -          | -          | C1                             | 6                              | 0                              | -        | -        | 24    | 0     |
| Sous-total            | Sous-total            | Sous-total            | 226         | 15          | 16                    | 0                     | 0          | 0          | -                              | 42                             | 4                              | 0        | 0        | 284   | 19    |
| 2023-2024             | AC Monza              | Serie A               | 14          | 0           | 1                     | 1                     | -          | -          | -                              | -                              | -                              | -        | -        | 15    | 1     |
| Sous-total            | Sous-total            | Sous-total            | 14          | 0           | 1                     | 1                     | 0          | 0          | -                              | 0                              | 0                              | 0        | 0        | 15    | 1     |
| Total sur la carrière | Total sur la carrière | Total sur la carrière | 403         | 27          | 20                    | 1                     | 0          | 0          | -                              | 42                             | 4                              | 3        | 0        | 468   | 32    |

## Palmarès
|  |  | Torino FC - Série B - Vice-Champion : 2012 | Inter Milan - Série A - Champion : 2021. - Coupe d'Italie - Vainqueur de la Coupe d'Italie 2022 et 2023. - Ligue Europa - Finaliste : 2020 - Ligue des champions de l'UEFA - Finaliste : 2023 |